# Филипс (окръг, Арканзас)
Вижте пояснителната страница за други значения на Филипс.
Окръг Филипс (на английски: Phillips County) е окръг в щата Арканзас, Съединени американски щати. Площта му е 1883 km², а населението – 21 757 души (2010). Административен център е град Хелена-Западна Хелена.